# روث ردلت
روث رَدلت (انگلیسی: Ruth Radelet؛ زادهٔ ۲۸ آوریل ۱۹۸۲) خواننده، ترانه‌نویس و موسیقی‌دان اهل ایالات متحده آمریکا است.
او از سال ۲۰۰۴ میلادی، خوانندهٔ اصلی گروه موسیقی الکترونیک «کروماتیکس» است که در سال ۲۰۰۱ بنیان نهاده شد.
از جمله آثار او می‌توان به ترانه‌های سریال تلویزیونی توئین پیکس اشاره کرد. کارل لاگرفلد در سال ۲۰۱۲ از او جهت اجرای برنامه‌ای برای شرکتِ شنل دعوت نمود.